# Rysslands ortodoxa universitet
Rysslands Ortodoxa Universitet uppkallat efter Johannes Teologen är ett privat universitet som lyder under Ryska ortodoxa kyrkan. Universitetet grundades 1992.

## Historia
Universitetet grundades 1992 efter välsignelse av patriarken av Moskva och hela Ryssland, Aleksej II, och utvecklades från ortodoxa utbildningskurser som hade bedrivits sedan 1991 i Höga Petrovklostret i Moskva. Ursprungligen var universitetets syfte att utbilda en moralisk elit som kombinerar ortodox tro med bred sekulär utbildning. Universitetet fick statlig ackreditering 1999, vilket innebär att dess examen likställs med statliga examina.
Under ledning av framstående teologer som Andrej Kurajev och Ilarion Alfejev utvecklades universitetet till en viktig institution för ortodox teologi och filosofi. Ursprungligen bedrevs undervisningen i klostrets lokaler, men senare fick universitetet egna byggnader i Moskva.

## Fakulteter och program
Universitetet erbjuder utbildning på både kandidat- och magisternivå inom ämnen som:
- Psykologi
- Socialt arbete
- Juridik
- Journalistik
- Religionsvetenskap
- Teologi

Dessutom erbjuds program för vidareutbildning och yrkesutbildning.

## Campus och byggnader
Universitetet har flera campus i Moskva, inklusive:
- Byggnad vid Krapivenskij pereulok 4, som fungerar som teologisk fakultet.
- Byggnad vid Tjernysjevskij pereulok 11A, som används för humanistiska fakulteter.

## Publikationer
Universitetet ger ut flera vetenskapliga tidskrifter, bland annat:
- Eurasien: Folkens andliga traditioner (Евразия: духовные традиции народов)
- Historisk utbildning (Историческое образование)
- Metaparadigm (Метапарадигма)
- Ortodox utbildning (Православное образование)

## Bedömning
Religionsvetaren Konstantin Antonov rankar Rysslands Ortodoxa Universitet uppkallat efter Johannes Teologen som en av de ledande utbildningsinstitutionerna inom Ryska ortodoxa kyrkan.

## Rektorer
- Archimandrit Ioann (Ekonomtsev) (1992–2010)
- Igumen Pjotr Jeremejev (2010–2021)
- Metropolit Pavel (Ponomarjov) (2021–2023)
- Aleksandr Sjipkov (från 2023)